# مصر للطيران الرحلة 864
رحلة مصر للطيران 864 كنت رحلة مصر للطيران رحلة من مطار القاهرة الدولي إلى مطار دون موينج الدولي في بانكوك حيث تحطمت الطائرة في يوم 25 ديسمبر 1976 وقتل جميع ركاب الطائرة 52 شخصا بالإضافة إلى 19 شخص كان في الأرض في مكان وقوع التحطم .

## مصدر
1. ↑  Watch "EgyptAir Flight 864" Video نسخة محفوظة 11 يونيو 2016 على موقع واي باك مشين.
2. ↑  سكاي نيوز - حوادث مصر للطيران. نسخة محفوظة 18 أغسطس 2017 على موقع واي باك مشين.
3. ↑  حوادث مصر للطيران - إنفوغرافيك.. تسلسل زمني لحوادث "مصر للطيران". نسخة محفوظة 27 مارس 2017 على موقع واي باك مشين.